# Посебна чула
У медицини и анатомији, посебна чула су чула која имају посебне органе:
- Вид (око)
- Слух и равнотежа (ухо, које укључује звучни и равнотежни систем)
- Мирис (нос)
- Укус (језик)

Разлика између посебних и општих чула је употреба класификованих нервених влакана који се простиру до и од централног нервеног система. Информација из посебног чула се преноси посебним соматским и посебним висцеларним аферентим нервним влакнима. Насупрот томе, друго чуло, додира, је соматско чуло које нема посебан орган, али се налази у цијелом тијелу, најпримјетнија је кожа, али и поједини унутрашњи органи. Додир укључује механорецепторе (притисак, вибрације и проприоцепцију), бол (ноцицепција) и топлоте (термоцепција), и такве информације се преносе соматским и општим аферентним нервеним влакнима.